# (65712) Schneidmüller
(65712) Schneidmüller est un astéroïde de la ceinture principale.

## Description
(65712) Schneidmüller est un astéroïde de la ceinture principale. Il fut découvert le 24 septembre 1992 à Tautenburg par Freimut Börngen et Lutz Dieter Schmadel. Il présente une orbite caractérisée par un demi-grand axe de 3,13 UA, une excentricité de 0,23 et une inclinaison de 10,3° par rapport à l'écliptique.

## Compléments